# ターズ語
ターズ語（ターズご、中国語: 塔兹语; ロシア語: Тазский язык）は極東ロシアで話されている言語であり、既に絶滅した可能性がある。話者のターズは漢民族、満洲族、ナナイ、ウデヘが混ざって形成された民族である。ターズ語は中国語官話（北京語または山東方言）を基にしつつ、ナナイ語、ウデヘ語などツングース語の影響を受けている。ターズ語は中国語の方言のひとつまたは特殊な混合言語と考えられている。

## 概要
ターズ語は漢民族の移民及びシベリア先住民族間の通婚に由来する。19世紀半ば、一部の漢民族が当時の清王朝が支配していたウスリー川流域に中国東北部から移住し、高麗人参の採集や漁業、狩猟などに従事するようになった。移民の多くは男性であり、現地のナナイ、ウデヘや他の民族と混血した。ターズ語も中国語東北方言に由来し、一部にナナイ語、ウデヘ語由来の要素が含まれる。言語学者による400語ほどの辞書が存在するものの、口語として話されており、文字は使われない。1880年時点では1,050人の話者がいたが、21世紀初頭の現在、話者は少数の高齢者に限られる。2002年全ロシア国勢調査では、ターズ全員がロシア語を母語だと回答した。2010年の2010年全ロシア国勢調査ではターズの人口は274人だったが、ターズ語話者は見つからず、既に死語となった可能性が高い。
ターズ（Тазь / Таз）は時にウデヘの別名としても使われる。

## 音韻
ターズ語はそり舌音を持たず、北京語の語頭の r はターズ語では y のように発音され、語頭の f は h となる。語末の ai, ou はそれぞれ ei, u に近い発音となる。普通話の語末 n, ng は多くの場合鼻母音となる。北京語や東北官話と近い四声および軽声を持つが、陰平は普通話より低く、陽平と上声の区別が一部あいまいであり、陽平は下降調と上昇調がある。文末になると調子が下がり、上声や去声のように聞こえる。児化が見られる。山東方言と似ている:86,87,115,116。

## 語彙
一人称複数の代名詞 аъ3мэн/人（私たち）、дэй3 фань4/啖饭（食べる）、йы4тоу/日头（太陽）など、山東方言の影響が見られる:116。
ツングース語由来の借用語は少なく、араки/araki（酒）、яцзига/yajiga（娘 < ウデヘ語 ajiga）などがある。исима/isima（ニジマス）はオロチ語由来かも知れない:116。

## 文法
北京語の影響が強い。ツングース語の影響は明らかでない:116。

## 文字
ターズ語は文字を持たないが、キリル文字によって書かれる場合がある。
| А а | Б б | В в | Г г | Д д | Е е   | Ё ё   | Ж ж   | З з |  |  |
| И и | Й й | К к | Л л | М м | Н н   | О о   | П п   | Р р |  |  |
| С с | Т т | У у | Ф ф | Х х | Ц ц   | Ч ч   | Ш ш   | Ъ ъ |  |  |
| Ы ы | Ь ь | Э э | Ю ю | Я я | Цз цз | Юй юй | Чж чж |     |  |  |

下にキリル文字と対応するラテン文字を示す（И, Ы, Ь はすべて I で、Ж, Р は R でそれぞれ転写されるが、発音は異なる。С, Ц はそれぞれ場合によって S/X, C/Q と異なる転写をされる）。
| A a     | B b | W w | G g   | D d   | Ye ye   | Yo yo | R r   | Z z |  |  |
| I i     | Y y | K k | L l   | M m   | N n     | O o   | P p   | R r |  |  |
| S/X s/x | T t | U u | F f   | H h   | C/Q c/q | Ch ch | Sh sh | +   |  |  |
| I i     | I i | E e | Yu yu | Ya ya | J j     | Ü ü   | Zh zh |     |  |  |

## 例文
以下にターズ語の文をいくつか示す。ターズ語の音韻は中国語拼音と少し異なり、「+」は鼻母音を、数字の1, 2, 3, 4はそれぞれ一、ニ、三、四声（普通話のそれと近い）を、数字無しは軽声を示す。「例文」は調査者がターズ語話者に示した文である（原文はロシア語）。「ターズ語」はターズ語話者による同じ意味の回答を、「対応する漢字」は対応すると推測される漢字を示してある:105-115。
| 例文                         | ターズ語 | 対応する漢字                               |
| ---------------------------- | --- | ------------------------------------------ |
| 天气暖和。                   | цзиэр1гэ нао3хуъ. jier1ge nao3hu+.                                                                                | 今儿个暖和。                               |
| 饭做好了。                   | зоу4фан4лэ. zou4fan4le.                                                                                           | 做饭了。                                   |
| 杯子里水满了。               | стакан ман2суй3. гао2дуо1сао1суй3. stakan man2sui3. gao2duo1sao1sui3.                                             | stakan（ロシア語: стакан）满水。搁多少水。 |
| 这件衣服对我来说太大。       | цзе4цяъ4 йи1хан ни3 цуань1дэ да4. jie4qia+4 yi1han ni3 cuan1de da4.                                               | 这件衣衫你穿得（着）大。                   |
| 两户人家。                   | лян2цзя4йин3. лян2цзя4 йин3цзя. liang2jia4yin3. liang2jia4 yin3jia.                                               | 两家人。两家人家。                         |
| 我现在缺少钱。               | во3 цзиэр4гэ цянь2 бу2дэгоу4 сы3хуаъ. wo3 jier4ge qian2 bu2degou4 si3hua+.                                        | 我今儿个钱不得够使唤。                     |
| 来我家做客吧。               | лэй2ба, цуанмэйр2ба. lei2ba, cuangmeir2ba.                                                                        | 来吧，串门儿吧。                           |
| 这里发生火灾了。             | цзе1ли ци2лэ хуо2лэ. jie1li qi2le huo2le.                                                                         | 这里起了火了。                             |
| 你在这做什么，你妨碍我做事。 | ни2 дэй3цзяр4 лэй2 ганъ4 хан2ма. ни3 дан4 во3 гань4хуо2. ni2 dei3jiar4 lei2 gan+4 han2ma. ni3 dang4 wo3 gan4huo2. | 你在这儿来干什么。你挡（耽误）我干活。     |

## 普通話との相互理解可能性
1992年、中国人がターズ人から高麗人参を購入した際、双方はターズ語と普通話で会話し、おおむね相手の発言が理解できた。互いに理解できなかった語句は、地名や社会制度に関するものが中心であった:84。